# Shang Yong Ji
Shang Yong Ji, var en kinesisk monark. Han var kung av Shangdynastin 1412–1401 f.Kr.